# Arne Linderholm
Arne Linderholm (* 22. Februar 1916; † 20. November 1986) war ein schwedischer Fußballnationalspieler.

## Laufbahn
Linderholm spielte für IK Sleipner in der Allsvenskan. 1938 wurde er mit dem Verein schwedischer Landesmeister. Zudem war er schwedischer Nationalspieler. Er gehörte bei der Weltmeisterschaft 1938 zum Aufgebot der Landesauswahl. Seinen einzigen Einsatz während des Turniers hatte er im Spiel um den dritten Platz gegen Brasilien, das mit 2:4 verloren wurde.